# 마쓰야마 히데아키
마쓰야마 히데아키(일본어: 松山 秀明, 1967년 4월 18일 ~ )는 일본의 전 프로 야구 선수이자 야구 지도자이며, 전 KIA 타이거즈의 타격 코치이다. 현재 후쿠오카 소프트뱅크 호크스 2군 내야 수비 주루 코치를 맡고 있다.

## 인물

### 프로 입단 전
와카야마현 이토군 구도야마정에서 태어나 고교시절은 PL가쿠엔 고등학교에 소속되었는데 일명 ‘KK콤비’로 알려진 기요하라 가즈히로, 구와타 마스미와는 동기이며, 3학년 때에는 팀의 주장으로서 함께 PL가쿠엔 고등학교의 황금기를 쌓아 올렸다. 1985년 하계 고시엔 대회에서의 결승전에서는 끝내기 안타를 때려내면서 팀의 우승을 이끌었다. 고교 당시부터 리더십을 보였고 후보 야수로서의 경험이 풍부했다는 이유를 들어 높은 평가를 받았다.
고교 졸업 후 아오야마가쿠인 대학에 진학하면서 도토 대학 리그 통산 102경기에 출전, 369타수 87안타, 타율 2할 3푼 6리, 7홈런, 40타점을 기록했고 베스트 나인에 두 차례나 선정되었다.

### 선수 시절
1989년 프로 야구 드래프트 회의에서는 오릭스 브레이브스로부터 5순위 지명을 받아 입단했지만 1998년에 현역에서 은퇴할 때까지는 뚜렷한 성적을 남기지는 못했다. 그러나 후보 야수로서의 경험량이 많았던 것과 상대 선수의 버릇을 피하는데 뛰어났다는 것부터 코치로서의 높은 평가를 받았다. 현역 시절의 통산 성적은 126경기에 출전했고, 99타수 25안타, 2홈런, 7타점, 타율 2할 5푼 3리를 기록했다.

### 그 후
1999년부터 2001년까지 친정팀인 오릭스 블루웨이브의 1군 내야 수비 주루 코치를 맡았고 2002년은 한신 타이거스 1군 코치, 2003년부터 2004년까지는 한신의 2군 코치를 맡았다. 2005년에는 오릭스에 복귀하면서 1군 코치를 맡아 2011년까지 역임했다.
2012년부터는 선동열 감독이 이끄는 KBO 리그 KIA 타이거즈의 수비·주루 코치로 발탁되었으나 수비에서 문제점을 드러내 시즌 종료 전 재계약 불가 통보를 받고 경질되어 일본으로 돌아갔다. 이후 지바 롯데 마린스 2군 코치로 옮겼다.

## 상세 정보

### 출신 학교
- PL가쿠엔 고등학교
- 아오야마가쿠인 대학

### 선수 경력
- 오릭스 브레이브스·오릭스 블루웨이브(1990년 ~ 1998년)

### 지도자 경력
- 오릭스 블루웨이브 1군 내야 수비 주루 코치(1999년 ~ 2001년)
- 한신 타이거스 1군 코치(2002년)
- 한신 타이거스 2군 코치(2003년 ~ 2004년)
- 오릭스 버펄로스 1군 코치(2005년 ~ 2011년)
- KIA 타이거즈 1군 수비 주루 코치(2012년)
- 지바 롯데 마린스 2군 내야 수비 주루 코치, 1군 내야 수비 주루 코치(2013년 ~ 2017년)
- 후쿠오카 소프트뱅크 호크스 2군 내야 수비 주루 코치(2018년 ~ )

### 개인 기록
- 첫 출장 : 1990년 6월 21일, 대 롯데 오리온스 12차전(한큐 니시노미야 구장), 8회초에 마쓰나가 히로미를 대신해 3루수로서 출전
- 첫 선발 출장 : 1992년 9월 27일, 대 세이부 라이온스 26차전(그린 스타디움 고베), 8번·3루수로서 선발 출전
- 첫 안타 : 상동, 3회말에 와타나베 히사노부로부터 2루타
- 첫 타점 : 1992년 9월 29일, 대 지바 롯데 마린스 22차전(지바 마린 스타디움), 2회초에 우시지마 가즈히코로부터
- 첫 홈런 : 1992년 10월 1일, 대 지바 롯데 마린스 24차전(지바 마린 스타디움), 4회초에 마에다 유키나가로부터 솔로 홈런

### 등번호
- 4(1990년 ~ 1998년)
- 74(1999년 ~ 2011년, 2018년 ~ )
- 72(2012년 ~ 2017년)

### 연도별 타격 성적
| 연 도      | 소 속      | 경 기 | 타 석 | 타 수 | 득 점 | 안 타 | 2 루 타 | 3 루 타 | 홈 런 | 루 타 | 타 점 | 도 루 | 도 루 자 | 희 생 번 | 희 생 플 | 볼 넷 | 고 4 | 사 구 | 삼 진 | 병 살 타 | 타 율 | 출 루 율 | 장 타 율 | O P S |
| ---------- | ---------- | ----- | ----- | ----- | ----- | ----- | ------- | ------- | ----- | ----- | ----- | ----- | -------- | -------- | -------- | ----- | ---- | ----- | ----- | -------- | ----- | -------- | -------- | ----- |
| 1990년     | 오릭스     | 7     | 2     | 2     | 0     | 0     | 0       | 0       | 0     | 0     | 0     | 0     | 0        | 0        | 0        | 0     | 0    | 0     | 0     | 0        | .000  | .000     | .000     | .000  |
| 1992년     | 오릭스     | 9     | 24    | 20    | 5     | 6     | 2       | 1       | 1     | 13    | 2     | 0     | 0        | 1        | 0        | 3     | 0    | 0     | 3     | 1        | .300  | .391     | .650     | 1.041 |
| 1993년     | 오릭스     | 5     | 3     | 2     | 0     | 0     | 0       | 0       | 0     | 0     | 0     | 1     | 0        | 1        | 0        | 0     | 0    | 0     | 0     | 1        | .000  | .000     | .000     | .000  |
| 1994년     | 오릭스     | 20    | 25    | 22    | 3     | 6     | 1       | 0       | 0     | 7     | 1     | 3     | 0        | 2        | 0        | 1     | 0    | 0     | 4     | 0        | .273  | .304     | .318     | .623  |
| 1995년     | 오릭스     | 46    | 42    | 38    | 16    | 9     | 1       | 0       | 1     | 13    | 4     | 4     | 2        | 1        | 0        | 2     | 0    | 1     | 5     | 1        | .237  | .293     | .342     | .635  |
| 1996년     | 오릭스     | 6     | 2     | 2     | 2     | 1     | 0       | 0       | 0     | 1     | 0     | 0     | 0        | 0        | 0        | 0     | 0    | 0     | 0     | 0        | .500  | .500     | .500     | 1.000 |
| 1997년     | 오릭스     | 15    | 7     | 7     | 4     | 2     | 1       | 0       | 0     | 3     | 0     | 2     | 1        | 0        | 0        | 0     | 0    | 0     | 2     | 0        | .286  | .286     | .429     | .714  |
| 1998년     | 오릭스     | 18    | 6     | 6     | 7     | 1     | 0       | 0       | 0     | 1     | 0     | 2     | 0        | 0        | 0        | 0     | 0    | 0     | 1     | 0        | .167  | .167     | .167     | .333  |
| 통산 : 8년 | 통산 : 8년 | 126   | 111   | 99    | 37    | 25    | 5       | 0       | 2     | 38    | 7     | 12    | 3        | 5        | 0        | 6     | 0    | 1     | 15    | 3        | .253  | .302     | .384     | .686  |

- 1991년은 1군 출장 없음.